# Utricularia hydrocarpa
Utricularia hydrocarpa este o specie de plante carnivore din genul Utricularia, familia Lentibulariaceae, ordinul Lamiales, descrisă de Vahl. Conform Catalogue of Life specia Utricularia hydrocarpa nu are subspecii cunoscute.